# 高原次利
高原 次利（たかはら つぐとし）は、戦国時代から江戸時代前期にかけての武将、旗本。讃岐国直島城主。

## 略歴
高原氏は讃岐国香川郡直島の領主で、寛元4年（1246年）に直島の支配を任せられたという。
天正10年（1582年）、次利は羽柴秀吉による高松城攻めで海陸の案内を引き受け、その恩賞として備前国児島郡のうち、五百四十五貫文を加増され、直島・男木島・女木島を領有を認められた。
その後、九州征伐や文禄・慶長の役にも水軍を率いて参加し、慶長5年（1600年）の関ヶ原の戦いでは東軍に属して所領を安堵された。
元和5年（1619年）10月10日、死去。88歳没（『寛政重修諸家譜』）。